# Dupont Circle

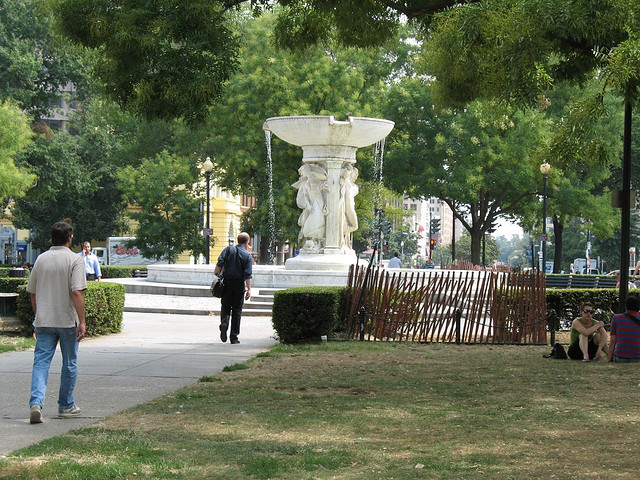
De fontein in het midden van Dupont Circle

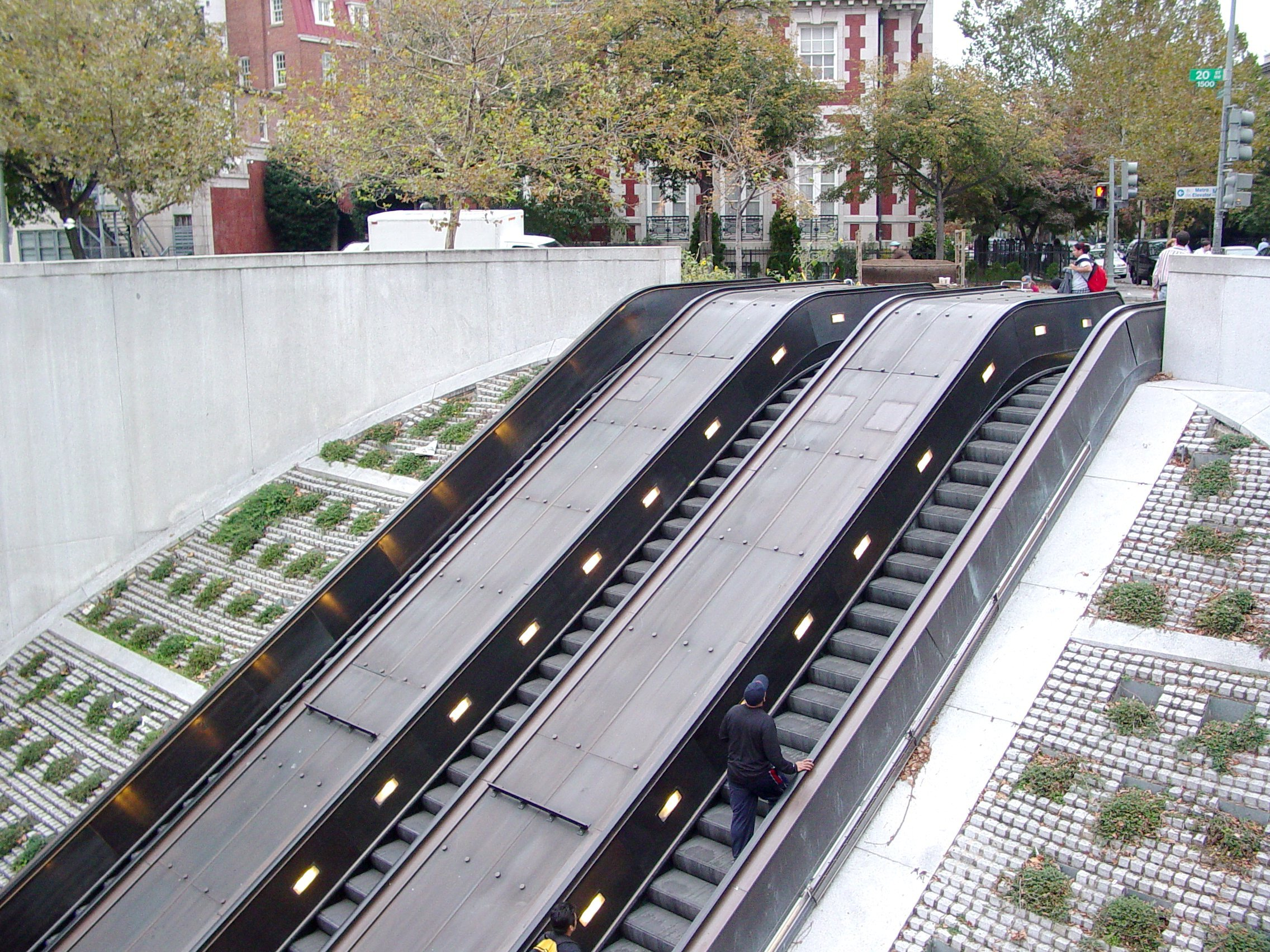
Metroingang aan Dupont Circle

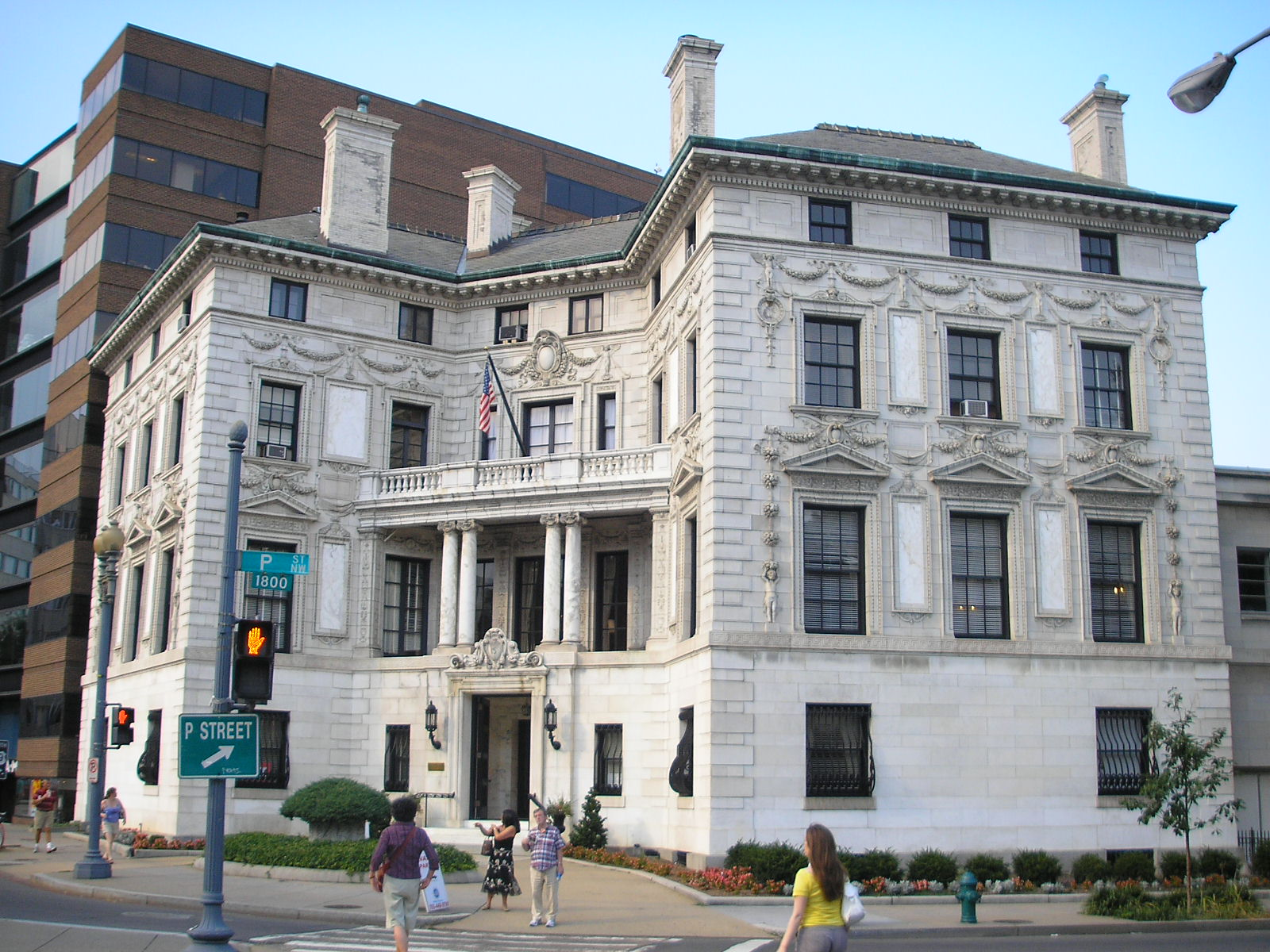
Historisch gebouw aan Dupont Circle

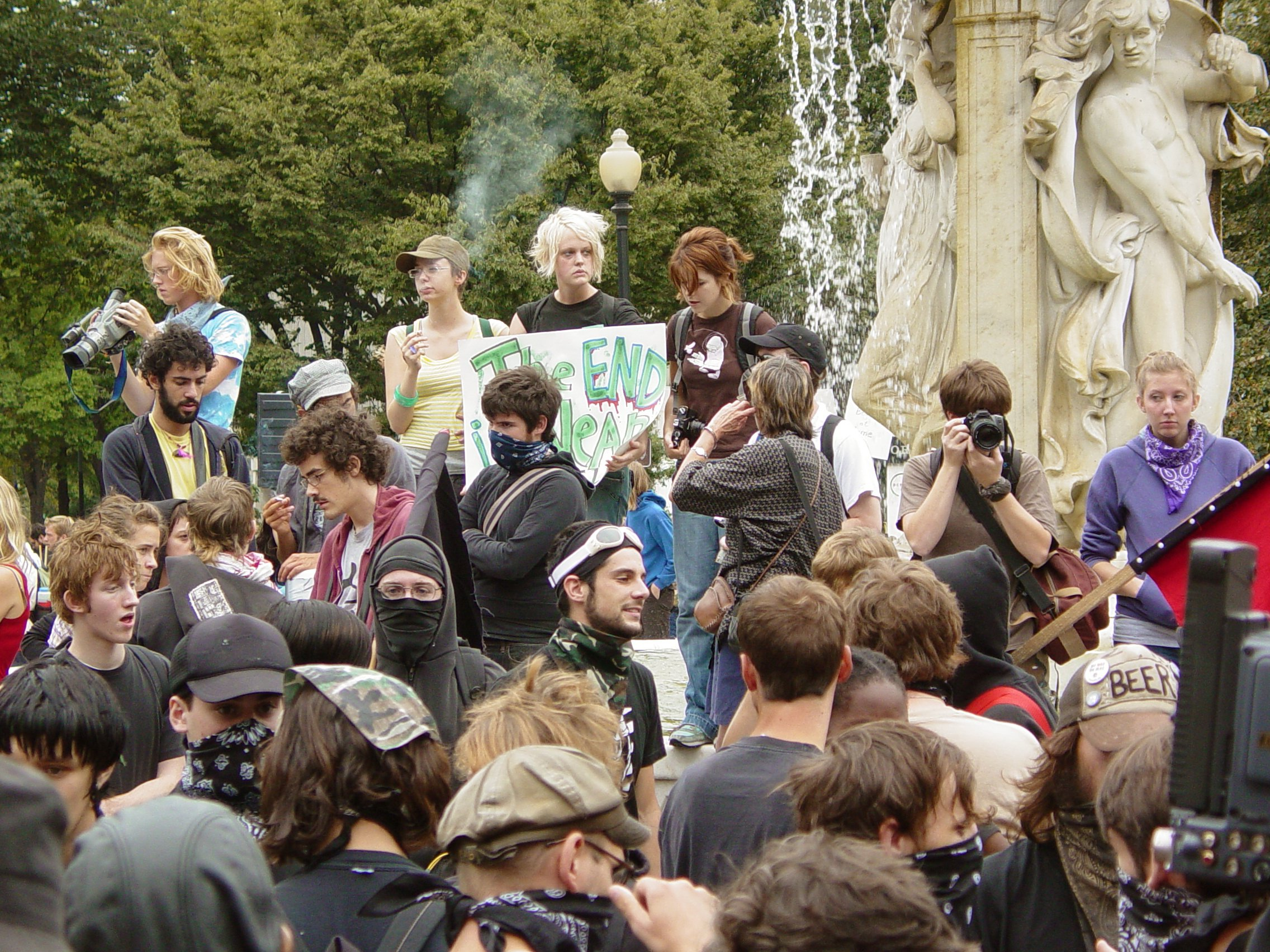
Deelnemers aan een demonstratie tegen de oorlog in Irak verzamelen zich op Dupont Circle, 24 september 2005

Dupont Circle is een rotonde en plein in de Amerikaanse hoofdstad Washington, D.C. en tevens de naam van de buurt rond deze rotonde. De buurt als geheel is vermeld op het National Register of Historic Places, een nationale monumentenlijst.
De buurt bevindt zich in het noordwestelijke deel van de stad, van 22nd Street NW in het westen tot 15th Street NW in het oosten, en van Florida Avenue in het noorden naar M Street NW in het zuiden. Op de Dupont Circle-rotonde zelf komen vijf straten samen. Hier bevindt zich ook het metrostation Dupont Circle, dat aan de rode lijn ligt. Onder de rotonde is een verkeerstunnel voor Connecticut Avenue. Vroeger waren er ook tunnels voor trams, maar deze werden in 1964 afgesloten.
Dupont Circle staat in de VS vooral bekend om de om de grote homoseksuele gemeenschap die hier woont. Het is een van de grootste homobuurten van de VS. Vooral 17th Street NW en P Street NW zijn bekend als uitgaansgebieden voor homo's. Ook vindt het jaarlijkse Gay Pride-festival plaats in de Dupont Circle-buurt.
Daarnaast staat de buurt bekend om de vele ambassades die hier gevestigd zijn, waaronder de ambassade van Irak. De ambassades bevinden zich grotendeels langs Massachusetts Avenue ("Embassy Row"). Ook een aantal invloedrijke denktanks is gevestigd in Dupont Circle, zoals het Brookings Institution.
De Phillips Collection, een museum voor moderne kunst, opende haar deuren aan 21st Street NW in 1921 en toont onder meer het beroemde doek  Le déjeuner des canotiers (Lunch van de roeiers) (1881) van Renoir en verschillende werken van Vincent van Gogh. Daarnaast heeft de buurt een textielmuseum.
Brickskeller, een bar in de Dupont Circle-buurt, is opgenomen in het Guinness Book of Records als de bar met de grootste keuze aan commerciële biersoorten ter wereld. De bar heeft 1032 verschillende soorten bier te koop.

## Geschiedenis
In de tweede helft van de 19e eeuw ontwikkelde Dupont Circle zich tot een buurt voor de rijke inwoners van de stad. In deze periode werden veel van de chique huizen in de buurt gebouwd, zoals de nog bestaande villa aan Dupont Circle 15, gebouwd in 1901 voor Robert Wilson Patterson, redacteur en Washington-correspondent van de Chicago Tribune, en zijn vrouw Nellie, erfgename van het Chicago Tribune-fortuin. President Calvin Coolidge en zijn vrouw verbleven in dit huis in 1927 terwijl het Witte Huis verbouwd werd, en nodigden Charles Lindbergh uit om er te verblijven na zijn historische trans-Atlantische vlucht dat jaar. Het huis werd later overgenomen door de dochter van de Pattersons, die de Washington Times-Herald (later gefuseerd met de Washington Post) opkocht.
De rotonde zelf werd aangelegd vanaf 1871 en heette oorspronkelijk Pacific Circle. In 1884 werd een bronzen standbeeld van Samuel Francis Du Pont, viceadmiraal in de Amerikaanse Burgeroorlog, geplaatst in het midden van de rotonde. In 1920 verplaatste de familie van Du Pont het standbeeld naar Wilmington (Delaware) en liet het vervangen door de huidige marmeren fontein van de hand van Daniel Chester French en Henry Bacon, die ook het Lincoln Memorial hadden ontworpen.
In de jaren 1970 werd Dupont Circle een centrum voor hippies en homoseksuelen en groeide uit tot de homobuurt van de stad. De jaren 1980 en 1990 werden gekenmerkt door een sterke gentrification van de buurt waarbij de huizenprijzen omhoogschoten.
Het noordoostelijke deel van de buurt, langs 17th Street, staat bekend als Shriver's Section. Hier woonden in de 19e en 20e eeuw veel leiders van de Afro-Amerikaanse gemeenschap. Frederick Douglass bijvoorbeeld had een rij huizen langs 17th Street in bezit.
Het appartement aan 1718 P Street in Dupont Circle waar journalist Bob Woodward in 1972 woonde speelde een belangrijke rol in het Watergateschandaal. Hier gaf de informant Deep Throat geheime berichten door aan Woodward door briefjes in zijn New York Times-krant achter te laten, of door bepaalde woorden of cijfers in de krant te omcirkelen om aan te geven wanneer hij wilde afspreken. Woodward op zijn beurt gaf aan dat hij met Deep Throat wilde afspreken door een plantenpot op zijn balkon te verplaatsen. Laten probeerden onderzoekers de identiteit van Deep Throat te achterhalen door uit te vinden welke stafleden van het Witte Huis in 1972 nabij Woodwards appartement woonden.